# R-16 (missile)
Pour les articles homonymes, voir R16.

Représentation d'un R-16.

Le R-16 fut le premier missile balistique intercontinental nucléaire déployé par l'URSS entre 1961 et 1976. Dans les pays occidentaux, il est connu sous le code OTAN SS-7 Saddler, et dans les pays du bloc soviétique, sous l'indice GRAU 8K64.

## Description
Le missile faisait plus de 30 mètres de haut, 3 mètres de diamètre et pesait 141 tonnes au lancement. Il avait un rayon d'action de 11 000 km avec une ogive nucléaire de 5  ou   6 mégatonnes, ou jusqu'à 13 000 km avec une ogive légère de 3 mégatonnes, avec une erreur circulaire probable de 2,7 km.

## Historique
Pour un article plus général, voir Histoire du missile balistique.
Le missile fut à l'origine d'une des plus grandes catastrophes de la recherche sur les fusées, lorsque, le 24 octobre 1960, l'un d'entre eux explosa sur son pas de tir lors de son remplissage de carburant. Cet accident, appelé catastrophe de Nedelin, du nom du maréchal en chef Mitrofan Nedelin qui y trouva la mort, tua environ 126 personnes. Il fut caché pendant des décennies par le gouvernement soviétique.
Le projet, dont l'équipe de développement avait été tuée dans l'explosion du premier missile, prit du retard. Le premier tir eut lieu le 2 février 1961, et sa capacité opérationnelle fut atteinte le 1er novembre 1961. Le R-16 fut utilisé jusqu'en 1976, avec un pic de déploiement de 202 missiles en 1965. Ce premier vrai ICBM soviétique, était une avancée par rapport à la génération précédente des R-7 Semiorka.
Ces missiles étaient conservés dans des hangars, et il fallait une à trois heures pour les en sortir, en remplir les réservoirs, et les rendre prêts à être tirés. Les réservoirs des R-16 ne pouvaient rester remplis que durant quelques jours, à cause des effets corrosifs du carburant employé. Après ce délai, les missiles devaient être vidés et renvoyés à l'usine d'assemblage pour reconstruction. Même une fois les réservoirs remplis et les missiles à poste, ils devaient encore attendre jusqu'à vingt minutes pour que leurs systèmes de guidage utilisant des gyroscopes soient opérationnels. Malgré ces défauts, Le R-16 fut le véritable premier missile balistique intercontinental utilisable par l'URSS.
Les Soviétiques étaient conscients des défauts du missile, et à partir de 1963, jusqu'à 69 R-16U furent stockés dans des silos. Chaque base de silos consistait en un groupe de trois silos groupés, qui pouvaient utiliser le même système de remplissage des réservoirs pour des raisons économiques.

## Utilisateur
Union soviétiqueles forces des fusées stratégiques soviétiques furent les seules utilisatrices des R-16.